# Theodoros Celidis
Theodoros Celidis známější pod ruským jménem Fjodor Nikolajevič Celidi (* 5. srpna 1996) je ruský zápasník–judista a sambista řeckého původu, který od roku 2018 reprezentuje zemi svých předků Řecko. Na letních olympijských hrách 2024 v Paříži vybojoval v kategorii do 90 kg bronzovou medaili.

## Sportovní kariéra
Narodil se v Severní Osetii do rodiny původem z Řecka. Začínal se zápasem, ke kterému postupně přidával další zápasnické styly. Připravuje se v tréninkové skupině Alika Bekuzarova. V roce 2017 se probojoval do finále ruského mistrovství v judu. V roce 2018 se v dubnu poprvé objevil v reprezentačním dresu Řecka na gruzínském grand prix v Tbilisi jako Theodoros Celidis.